# Zuidoost-Duits voetbalkampioenschap 1910/11

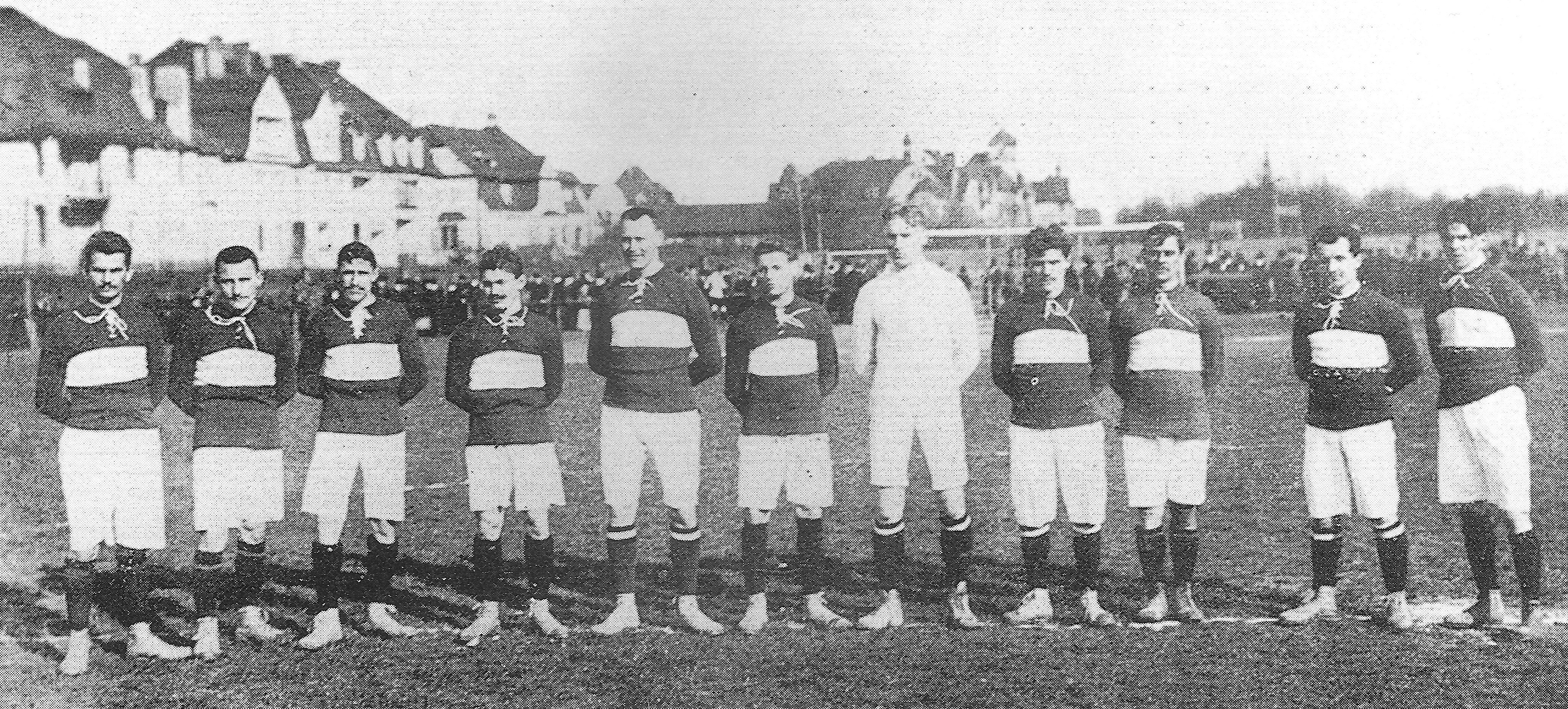
Elftal FC Askania Forst 1911.
Van links naar rechts: Wolf, Jahnke, Jank, Schulz, Furktert, Koßwig, Briesemann, Habertag, Hamann, Jahn, Winkler.

In 1910/11 werd het vijfde voetbalkampioenschap gespeeld dat georganiseerd werd door de Zuidoost-Duitse voetbalbond. Askania Forst werd kampioen en plaatste zich voor de eindronde om de Duitse landstitel. De club werd in de eerste ronde uitgeschakeld door VfB Leipzig. Voor het eerst nam er ook een team uit Opper-Lausitz deel.

## Deelnemers aan de eindronde
| Club                     | Gekwalificeerd als         |
| ------------------------ | -------------------------- |
| SC Germania 1904 Breslau | Kampioen van Breslau       |
| FC Askania Forst         | Kampioen van Neder-Lausitz |
| ATV Liegnitz             | Kampioen van Neder-Silezië |
| SC Preußen Görlitz       | Kampioen van Opper-Lausitz |
| SC Germania Kattowitz    | Kampioen van Opper-Silezië |
| Deutscher SV Posen       | Kampioen van Posen         |

## Eindronde

### Kwalificatie
|               |                     |       |                       |         |
| 19 maart 1911 | SC Germania Breslau | 4 - 1 | SC Germania Kattowitz | Breslau |
| 19 maart 1911 |                     |       |                       | Breslau |

|               |                  |       |                    |         |
| 19 maart 1911 | FC Askania Forst | 8 - 0 | SC Preußen Görlitz | Cottbus |
| 19 maart 1911 |                  |       |                    | Cottbus |

|               |                    |       |              |       |
| 19 maart 1911 | Deutscher SV Posen | 4 - 1 | ATV Liegnitz | Posen |
| 19 maart 1911 |                    |       |              | Posen |

### Halve finale
|              |                     |       |                    |         |
| 2 april 1911 | SC Germania Breslau | 3 - 1 | Deutscher SV Posen | Breslau |
| 2 april 1911 |                     |       |                    | Breslau |

Askania Forst had een bye

### Finale
|               |                     |       |                  |         |
| 14 april 1911 | SC Germania Breslau | 2 - 3 | FC Askania Forst | Breslau |
| 14 april 1911 |                     |       |                  | Breslau |

Germania Breslau diende na de wedstrijd een protest tegen een beslissing van de scheidsrechter waardoor de wedstrijd herspeeld worden.
|               |                  |       |                     |         |
| 23 april 1911 | FC Askania Forst | 3 - 0 | SC Germania Breslau | Cottbus |
| 23 april 1911 |                  |       |                     | Cottbus |